# Energieumsatz
Unter dem Energieumsatz oder auch Gesamtumsatz versteht man in der Physiologie die Energiemenge pro Zeitspanne, die ein Lebewesen zur Aufrechterhaltung seiner Lebensvorgänge aufweist. Der Energieumsatz berechnet sich aus dem Grundumsatz und dem Leistungs- oder Arbeitsumsatz eines Lebewesens. Im Arbeitsstudium dient dies als Indikator für die körperliche Schwere einer Arbeit.
Der Energieumsatz kann mittels der Kalorimetrie direkt oder indirekt gemessen werden. Da das direkte Verfahren sehr aufwendig ist, wird besonders bei größeren Lebewesen wie dem Menschen die indirekte Methode angewandt. Dies ist möglich, da beim Abbau der Nährstoffe Wasser (H2O), Kohlendioxid (CO2) und stickstoffhaltige Produkte entstehen, die gemessen werden können. Aus diesen Messergebnissen lässt sich bei bekannten physiologischen Brennwerten der aufgenommenen Nährstoffe der Energieumsatz berechnen.
Der Energieumsatz unterscheidet sich nicht nur zwischen Arten und innerhalb einer Population, sondern ist auch in einem einzelnen Individuum von der jeweiligen Situation abhängig. Bei Bewegungsaktivität wird von der Muskulatur mehr Energie umgesetzt als in Ruhe. Ferner benötigt ein Körper bei sehr niedriger oder hoher Umgebungstemperatur mehr Energie um die optimale Körpertemperatur aufrechtzuerhalten, als bei mittleren Temperaturen (siehe auch Thermoregulation). Innerhalb eines Lebewesens gibt es ebenfalls Unterschiede in der Intensität des Energieumsatzes. So ist die Stoffwechselrate von Fettdepots wesentlich geringer als die von Organen wie Herz, Leber oder Nieren.
Sofern eine Gesamtbilanz des Energieumsatzes eines Individuums oder einer Population erarbeitet wird, spricht man in der Ökologie und auch Nutztierforschung von einer Energiebilanz (englisch: energy budget).